# Кольчинская поселковая община
Кольчинская поселковая общи́на (укр. Кольчинська селищна громада) — территориальная община в Мукачевском районе Закарпатской области Украины.
Административный центр — посёлок Кольчино.
Население составляет 9 656 человек. Площадь — 139,4 км².

## Населённые пункты
В состав общины входит 1 посёлок (Кольчино) и 11 сёл:
- Жборовцы
- Кленовец
- Коноплёвцы
- Верхняя Вызница
- Клочки
- Лесарня
- Пузняковцы
- Герцовцы
- Грабово
- Крытое
- Тростяница